# Fotevikens Museum

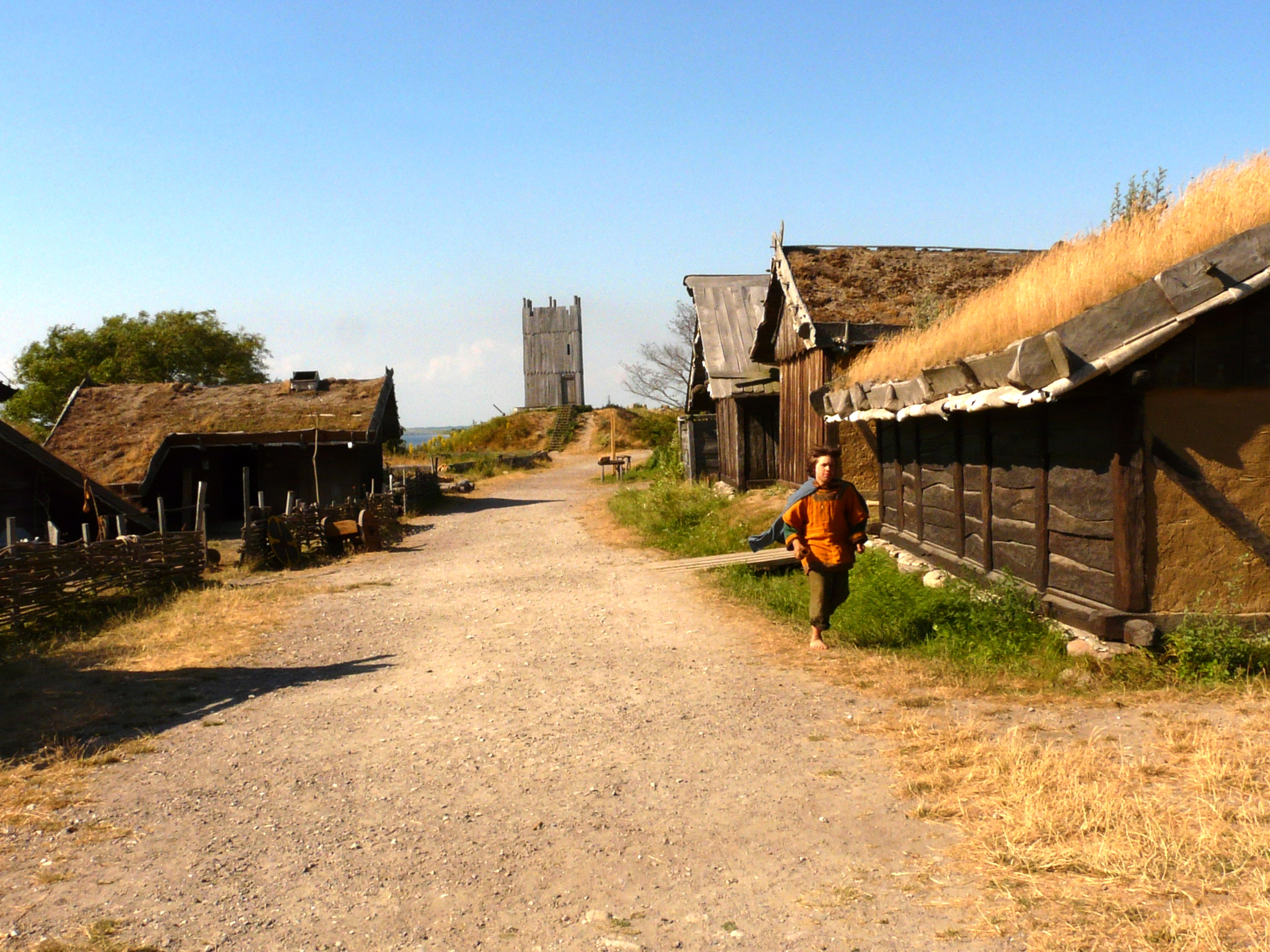
Die „Hauptstraße“ im Wikingerdorf

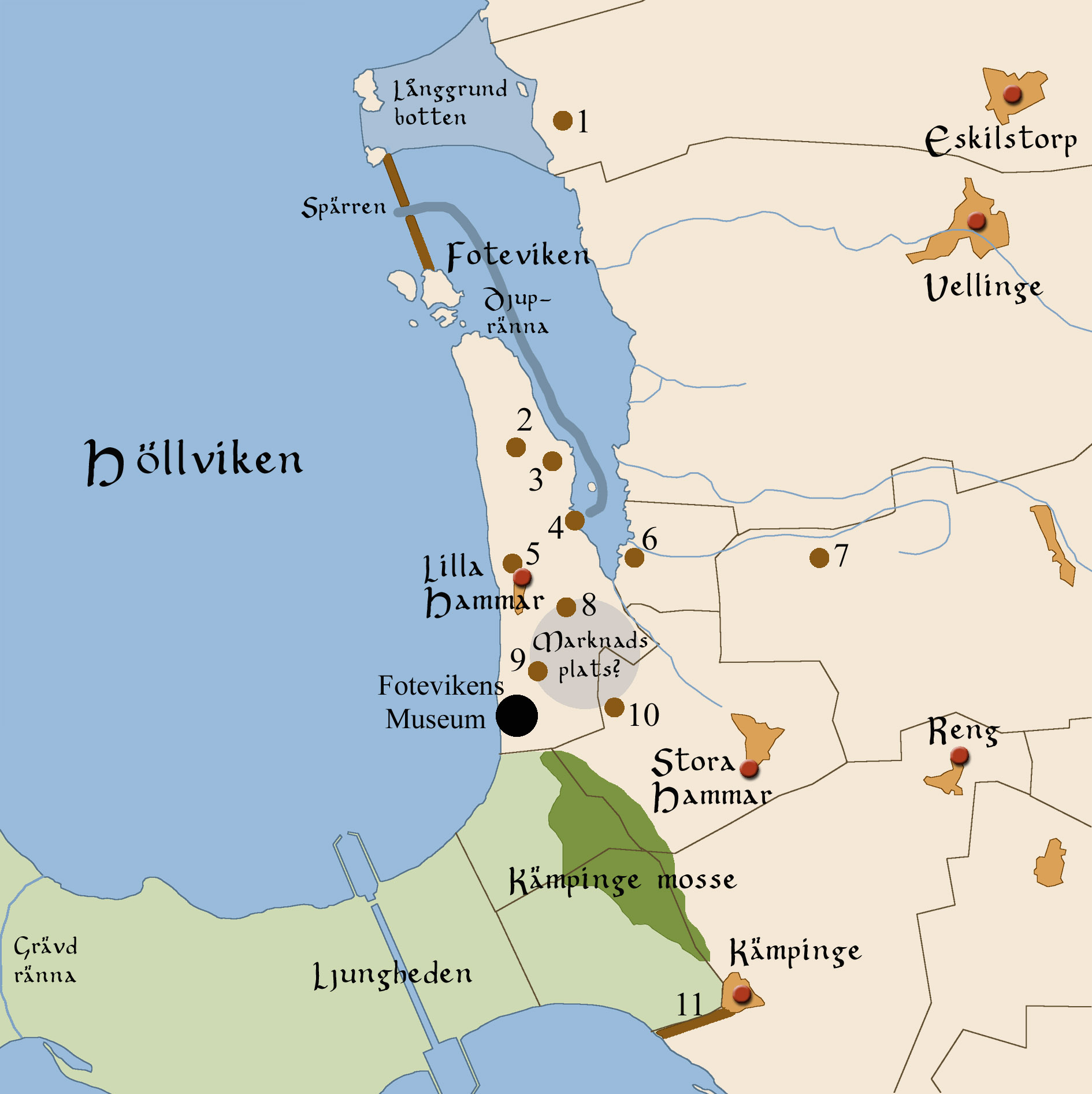
Karte von Foteviken

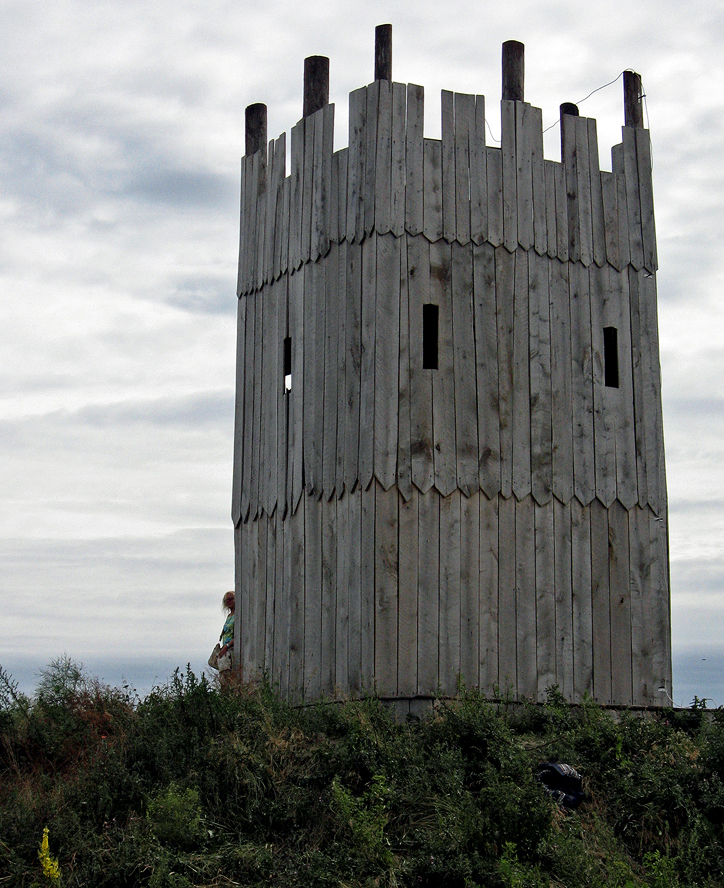
Aussichtsturm. Fotevikens Museum 2007.

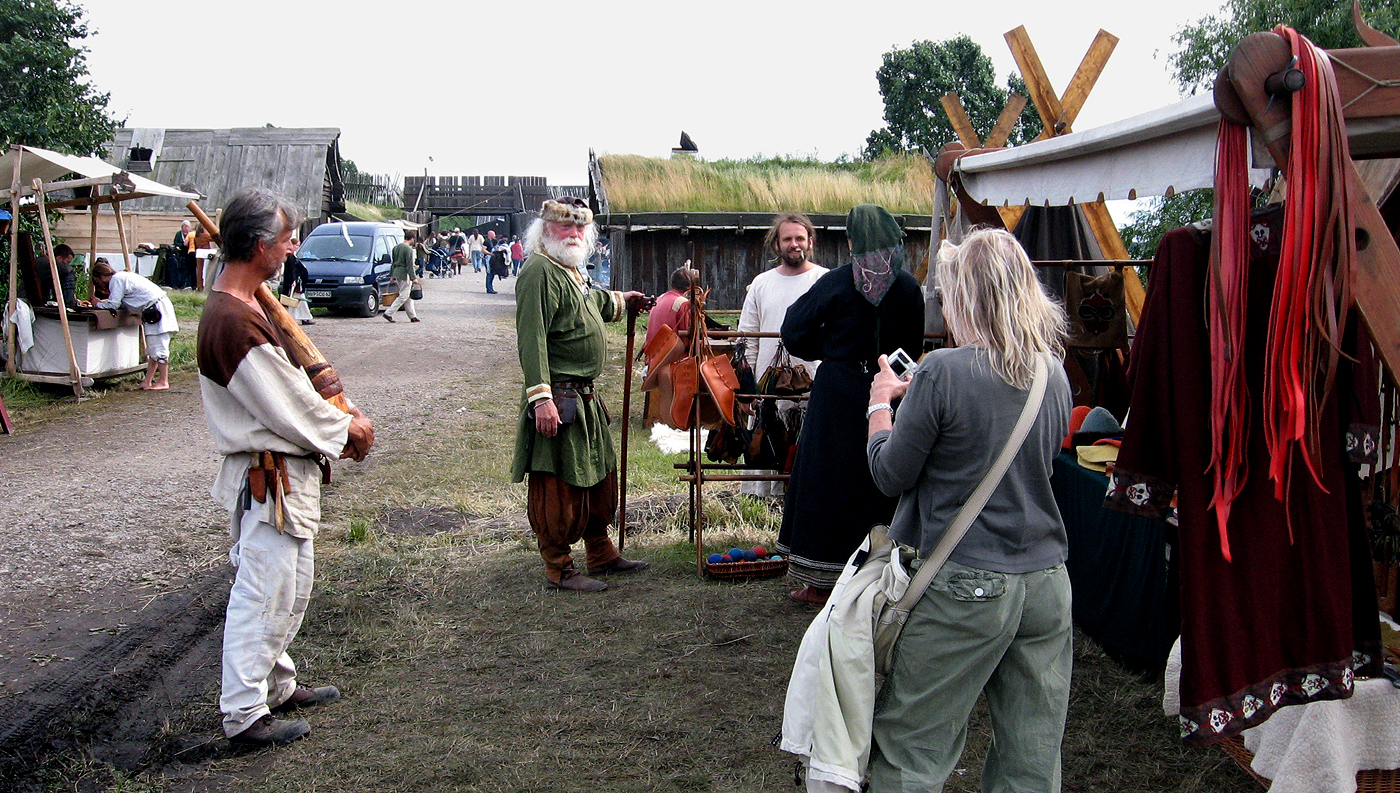
Fotevikens Museum 2007.

Fotevikens Museum ist ein Museum in Südschweden, das in erster Linie als archäologisches Freilichtmuseum ein Wikingerdorf des Jahres 1134 darstellt, welches Fotevikens Vikingareservat genannt wird. Ein wesentlicher Teil des Museumskonzeptes basiert auf der möglichst authentischen Belebung der damaligen Zeit durch Angestellte und ehrenamtliche Living-History-Darsteller. Foteviken ist das größte Museum dieser Art in Skandinavien.
Das Museum liegt am Öresund auf der Landzunge zwischen den Buchten Foteviken und Höllviken, rund 20 km südlich von Malmö.

## Anlage
Das Dorf besteht aus über 20 rekonstruierten Gebäuden innerhalb einer halbkreisförmigen Holzpalisade und gibt damit das Bild einer typischen Wikingersiedlung der Zeit zwischen 950 und 1150 wieder. Das Wahrzeichen Fotevikens ist ein hölzerner Wachturm. Am Meer liegen einige Räucherstuben und Fischerhütten. Im Dorf befinden sich u. a. eine Schmiede, eine Bäckerei, eine Münzwerkstatt, mehrere Gärten, die Häuser des Richters und des Webers sowie ein großes Thinghaus für Versammlungen. Außerhalb der Palisaden liegen einige Hütten armer Handwerker, eine einfache Pilgerherberge, ein (heidnischer) heiliger Hain und ein Runenstein. Im modernen Eingangsgebäude ist darüber hinaus ein kleines Museum zur Einführung in die Wikingerzeit untergebracht.
Im Laufe der nächsten Jahre sollen weitere zehn bis 20 Gebäude hinzukommen.

## Historischer Hintergrund
In der näheren Umgebung der Anlage befindet sich eine große Anzahl archäologischer Fundstellen, die bis in die frühe nordische Jungsteinzeit datieren. Allein acht Fundstellen davon gehören in die Wikingerzeit. Das Museum liegt an einer Stelle, die nachweislich um 970 den Asen geweiht wurde. Im 9. und 10. Jahrhundert missionierten fränkische Mönche im heidnischen Skandinavien. Die Wikinger bauten die Seehandelsrouten der Vendelzeit zwischen Asien und Europa aus. Skandinavien wurde dadurch zum wichtigen Warenumschlagplatz. Diese Einflüsse führten zu deutlichen Veränderungen der nordischen Kultur, die sich auch in der Bauweise der Häuser niederschlugen. Die ersten Stein- und Ziegelhäuser entstanden und neue Einrichtungsdetails wie der Kamin, der die offene Feuerstelle im Haus ersetzte, wurden eingeführt. Vom 11. bis zum frühen 14. Jahrhundert war die Bucht ein wichtiger Stützpunkt in der Zeit der dänischen Herrschaft.
Das Leben im Wikingerreservat spielt dauerhaft im Jahr 1134, dem Jahr der in der Nähe geschlagenen Schlacht bei Fodevig, und die rekonstruierten Gebäude gehören in die Übergangszeit zwischen der späten Wikingerzeit (etwa 950 bis 1050) und dem frühen (skandinavischen) Mittelalter (etwa 1050 bis 1150).

## Geschichte des Museums
1993 schloss sich der marinearchäologische Verein SVEG (Stiftelsen Fotevikens Maritima Centrum) mit der Kommune Vellinge und dem Museumsverein der Falsterbo-Halbinsel zusammen, um ein Living-History-Konzept für ein neues Museum zu erarbeiten. Mit Hilfe professioneller Archäologen entstanden u. a. Arbeitsgruppen für Schiffbau, Musik, Bogenschießen und Handwerk. Bereits 1995 entstand Fotevikens Museum und die Grundsteinlegung für das „Wikinger-Reservat“, das im Laufe der folgenden Jahre Haus für Haus erbaut wurde. 1997 fand der erste Wikingermarkt im Museum statt. Zudem wurden die Grundlagen für das Foteviken-Gesetz gelegt, das seit 2001 das Leben im Dorf regelt. Im selben Jahr wurde auch ein Dorfrat (Fotevikens Byalag) gegründet, der fortan einmal im Monat im Wikingerstil tagt. Die Versammlungen dienen u. a. dazu, neue Mitglieder in das Leben der Wikinger einzuführen. 2003 bekam das Museum den Auftrag zur Gründung eines zusätzlichen Koggenmuseums im Hafen von Malmö. 2004 wurde ein neues Eingangsgebäude fertiggestellt. Bereits zweimal bekam Fotevikens Museum den begehrten „Skandinavian Travel Award“ verliehen.

## Museumspädagogik

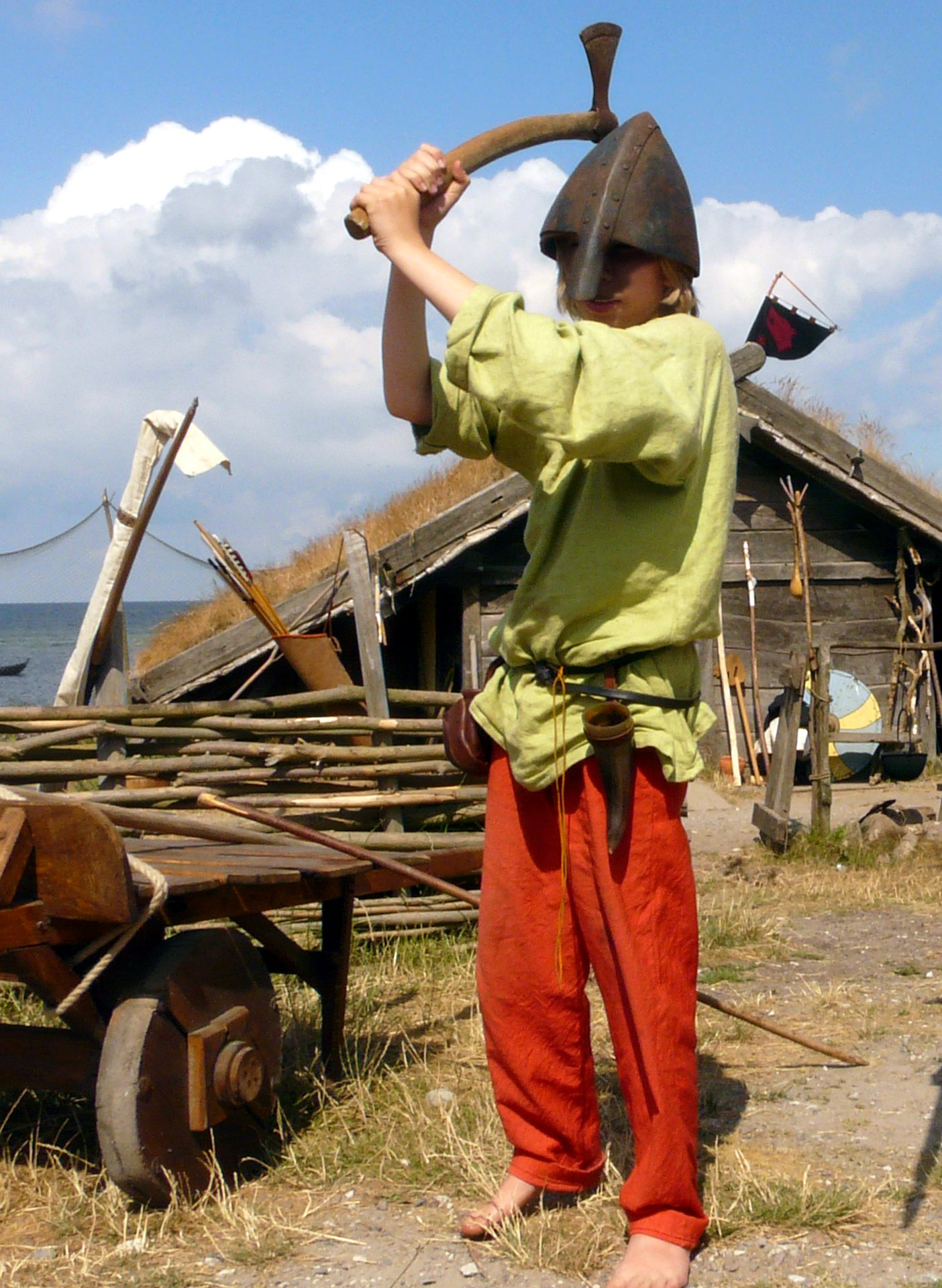
Living History als Schwerpunkt der Museumspädagogik – nicht nur für Kinder

Unter dem Motto „Kultur ist Kontakt zwischen Menschen“ spielt die umfangreiche Museumspädagogik seit jeher die wichtigste Rolle in der täglichen Arbeit des „lebendigen“ Freilichtmuseums.
Der Museumsverein SVEG, dem mittlerweile Mitglieder der „Wikingerszene“ aus 22 verschiedenen Ländern angehören, ist bestrebt, sowohl die Gebäude als auch die „Bewohner“ in Kleidung, Ausrüstung und ihren tagtäglichen Verrichtungen so authentisch wie möglich darzustellen, soweit man dies nach aktuellem Forschungsstand einigermaßen sicher rekonstruieren kann. Es wird peinlichst darauf geachtet, dass die Bewohner keinerlei moderne Gegenstände oder Lebensmittel verwenden (mit Ausnahme von Brille und Fotoapparat), damit der Eindruck einer Zeitreise in die Vergangenheit möglichst ungestört entstehen kann.
Die Arbeit mit Schulklassen, Kinder- und Jugendgruppen, die für ein paar Tage das Leben der Wikinger nachempfinden dürfen, hat in der Museumspädagogik einen hohen Stellenwert.
Das Museum nutzt die umfangreiche Living-History-Szene zur fruchtbaren Zusammenarbeit. Gruppen, Familien oder Einzeldarsteller, die nach eingehender Prüfung als authentisch eingestuft werden und die bereit sind, die strengen Regeln des Museums während der Öffnungszeiten einzuhalten, haben die Möglichkeit, zeitweilig in den Wikingerhäusern zu wohnen. Auf diese Weise entsteht ein viel bunteres Bild als ausschließlich mit den Festangestellten.
Von Zeit zu Zeit führt der Museumsverein auch Projekte im Rahmen der experimentellen Archäologie durch. Ein Beispiel ist ein 1999 von dem Russen Mischa Naimark hergestelltes Boot. Es wurde von ihm mit Hilfe einer traditionellen Technik hergestellt, bei der die Bootsteile aus Kiefernplanken mit Fichtenwurzeln zusammengenäht werden. Diese Technik wurde bereits vor der Eisenzeit verwendet und in Nordwest-Russland bis in die 1920er Jahre angewendet. Fotevikens Museum trug auf diese Weise dazu bei, diese Bootsbautechnik der Nachwelt zu erhalten.
Um auch für die „Bewohner“ einen möglichst realistischen Eindruck zu erzeugen, wurde 2001 ein museumseigenes „Gesetz“ für das proklamierte Wikingerreich Foteviken erlassen, das sogar von einem König regiert wird.

## Veranstaltungen
Seit 1997 findet jährlich Ende Juni der „Halör Marknad“ statt, der sich zu Schwedens größtem Wikingermarkt entwickelt hat. 2008 verzeichnete der Markt etwa 700 „Wikinger“ aus 15 verschiedenen Ländern. Hinzu kommt ein kleinerer Markt in der Winterzeit.

## Netzwerk
Fotevikens Museum ist Teil der transnationalen Kooperation „Baltic History“, die sich der erlebbaren frühmittelalterlichen Geschichte des Ostseeraumes verschrieben hat. Zur Kooperation gehören u. a. die Slawendörfer Ukranenland (Mecklenburg-Vorpommern) und Wolin (Polen).

## Bilder

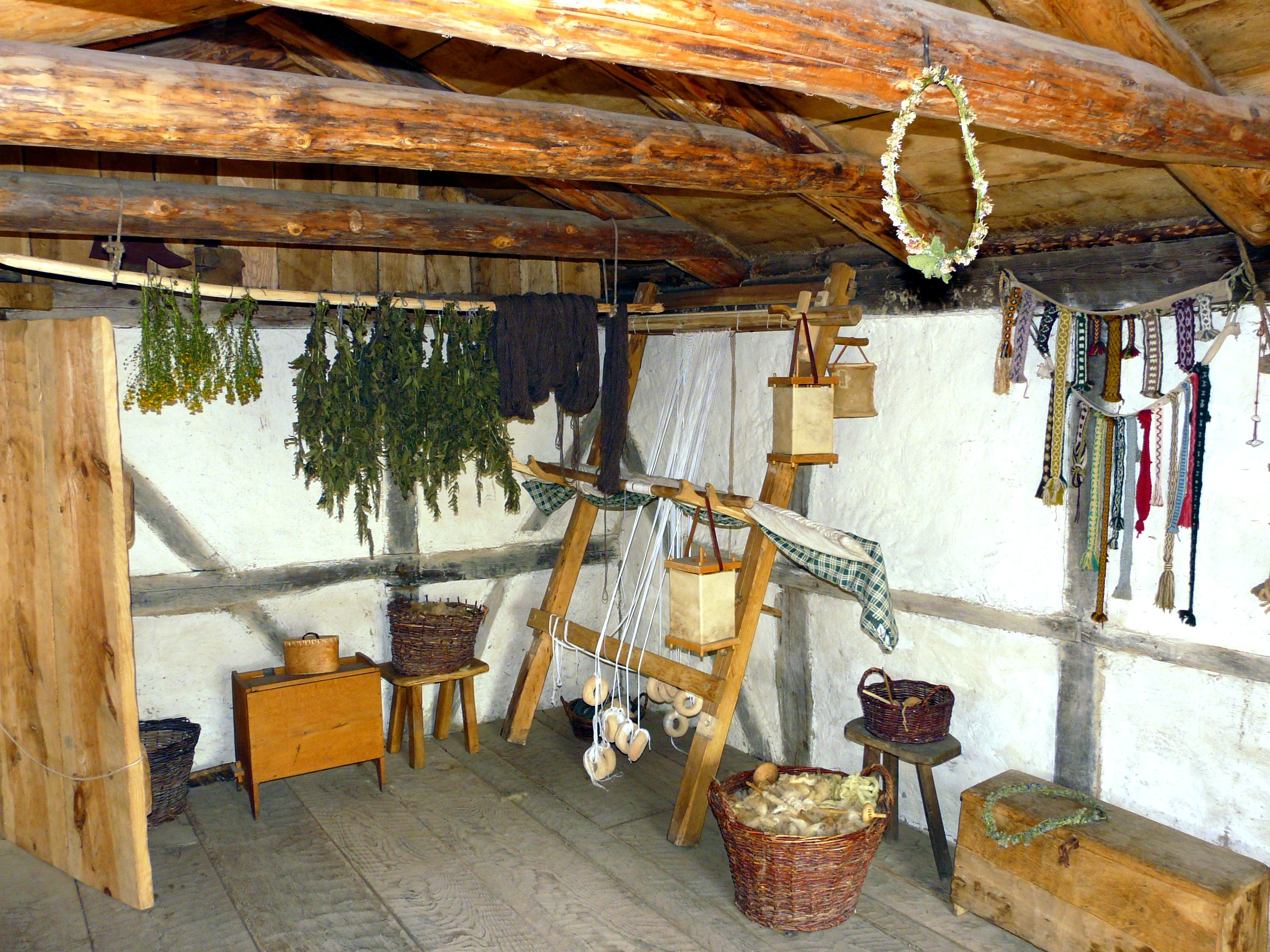
Innenraum eines Hauses
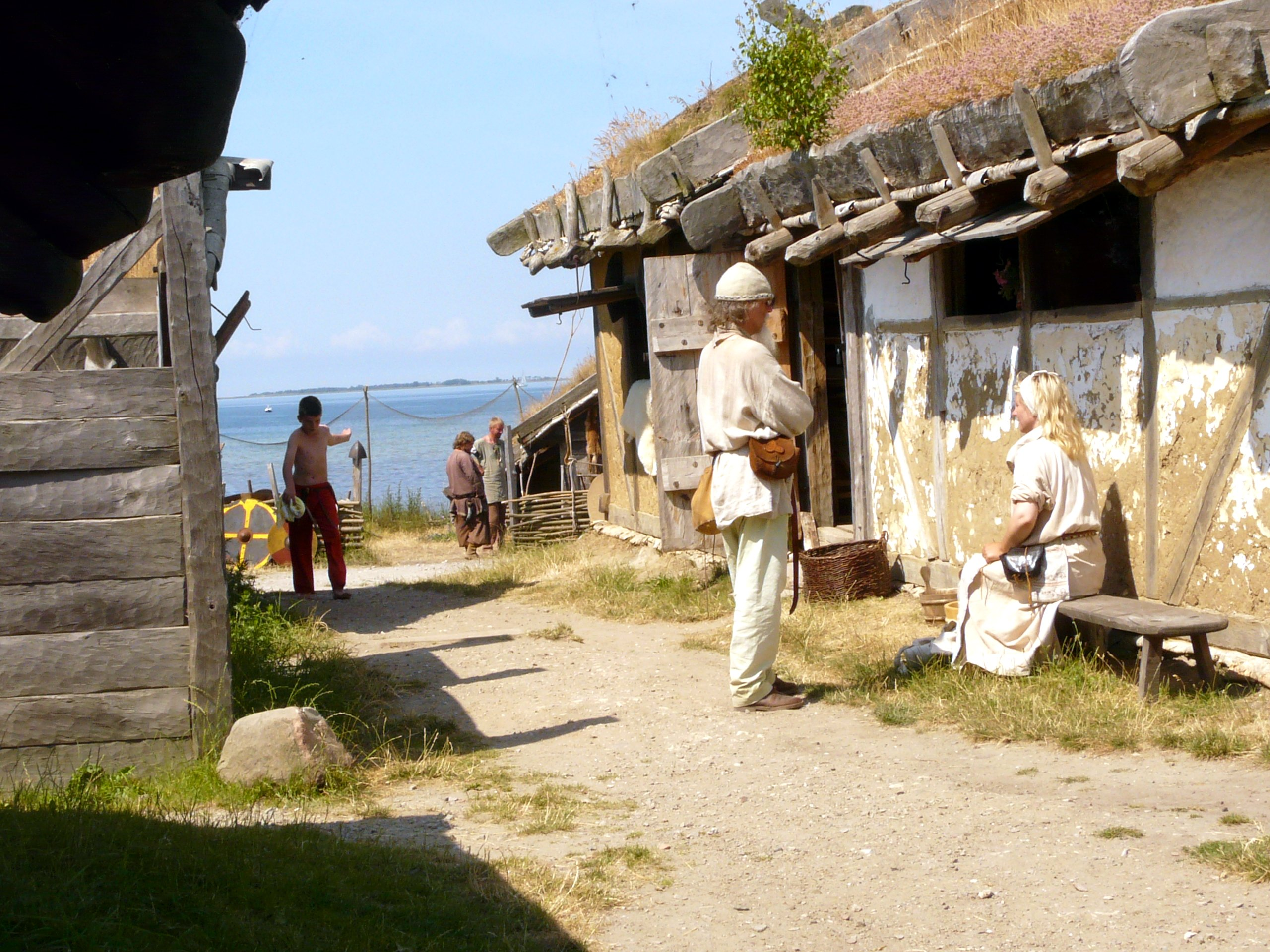
Angestellte und „Freizeit-Wikinger“ in Gewandung
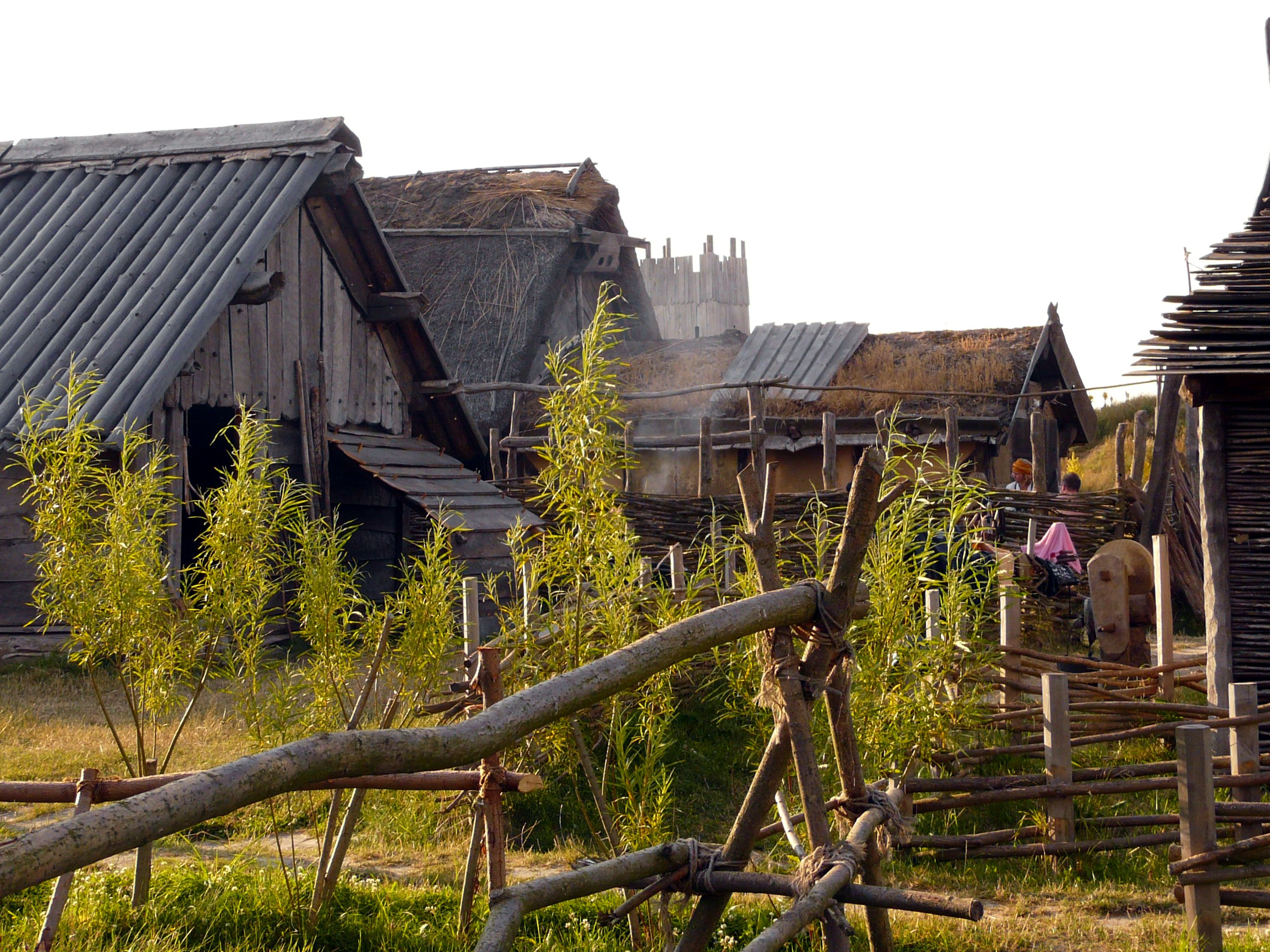
Mitten im Wikingerdorf
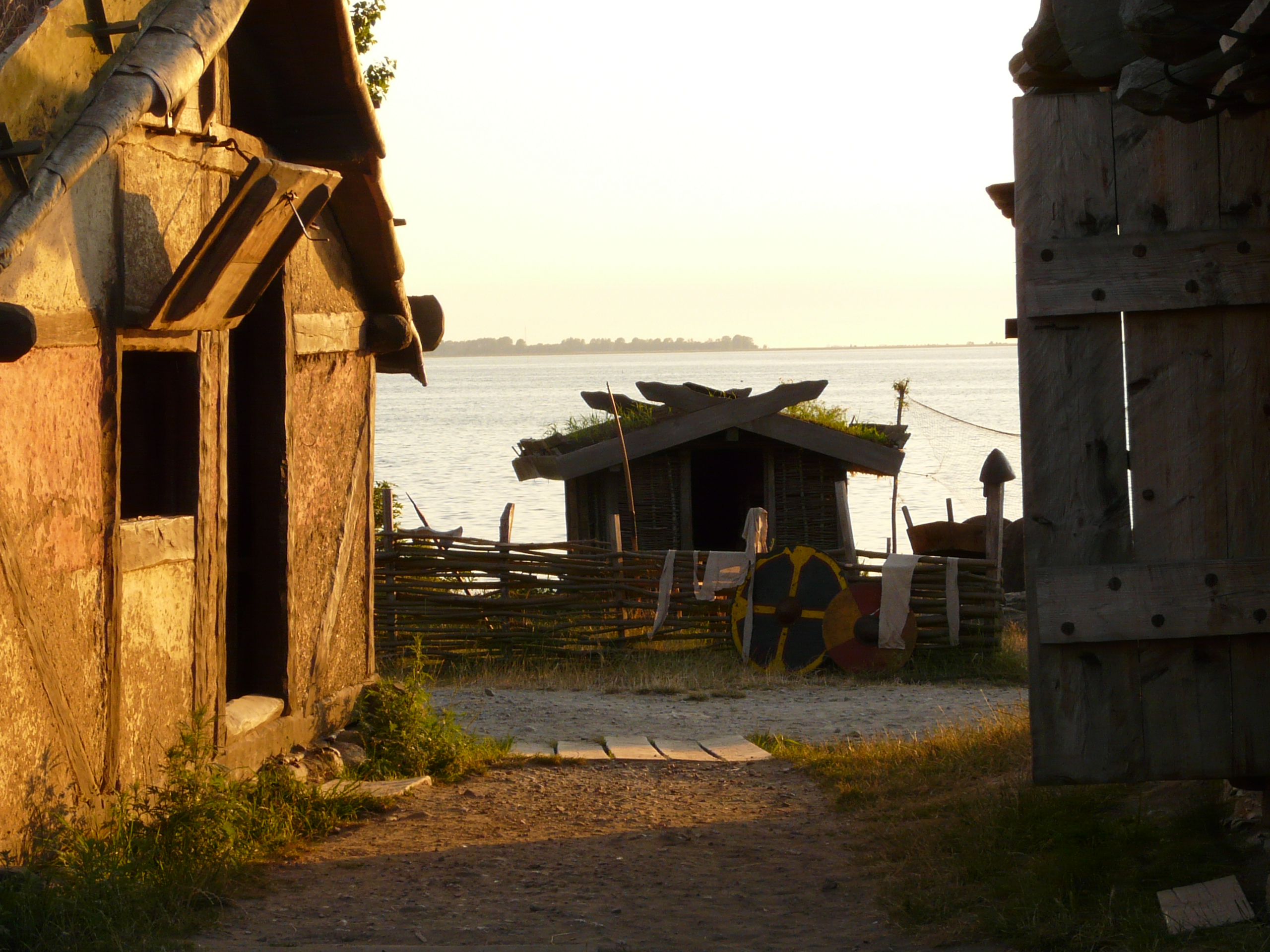
Abendstimmung mit Blick auf die Ostsee